# Pallavolo Padova 2023-2024
Questa voce raccoglie le informazioni riguardanti la Pallavolo Padova nelle competizioni ufficiali della stagione 2023-2024.

## Stagione
Nella stagione 2023-24 la Pallavolo Padova partecipa per la ventunesima volta alla Superlega: chiude la regular season di campionato al decimo posto in classifica, qualificandosi per i play-off 5º posto, che conclude al sesto posto nella fase a gironi.

## Organigramma societario
Area direttiva
- Presidente: Giancarlo Bettio
- Presidente onorario: Fabio Cremonese
- Vicepresidente: Igino Negro
- Segreteria generale: Stefania Bottaro
- Segreteria: Samuela Schiavon
- Team manager: Sandro Camporese
- General manager: Stefano Santuz
- Addetto agli arbitri: Mario Rengruber
- Responsabile palasport: Stefano Santuz
- Dirigente: Riccardo Berto
- Logistica palasport: Alessandro La Torre

Area tecnica
- Allenatore: Jacopo Cuttini
- Allenatore in seconda: Matteo Trolese
- Scout man: Alberto Salmaso
- Coordinatore settore giovanile: Monica Mezzalira

Area comunicazione
- Ufficio stampa: Giacomo Gobbato
- Speaker: Stefano Ferrari
- Fotografo: Alessandra Lazzarotto
- Social media manager: Lucrezia Maso

Area marketing
- Ufficio marketing: Marco Gianesello

Area sanitaria
- Staff medico: Paola Pavan, Alberto Rigon, Davide Tietto
- Fisioterapista: Davide Giulian, Daniele Salvagnini
- Preparatore atletico: Alessio Carraro
- Osteopata: Mirko Pianta

## Rosa
| N° | Nome                 | Ruolo | Data di nascita   | Nazionalità sportiva |
| -- | -------------------- | ----- | ----------------- | -------------------- |
| 1  | Davide Gardini       | S     | 11 febbraio 1999  | Italia               |
| 3  | Davide Russo         | L     | 9 febbraio 2001   | Italia               |
| 3  | Tommaso Stefani      | S     | 4 maggio 2001     | Italia               |
| 5  | Marco Falaschi       | P     | 18 settembre 1987 | Italia               |
| 7  | Francesco Zoppellari | P     | 27 maggio 1997    | Italia               |
| 8  | Fabian Plak          | C     | 23 luglio 1997    | Paesi Bassi          |
| 9  | Tommaso Guzzo        | O     | 30 aprile 2002    | Italia               |
| 10 | Gabriel García       | O     | 8 gennaio 1999    | Stati Uniti          |
| 12 | Julio Cárdenas       | S     | 4 settembre 2000  | Cuba                 |
| 13 | Julian Zenger        | L     | 26 agosto 1997    | Germania             |
| 15 | Mathijs Desmet       | S     | 28 gennaio 2000   | Belgio               |
| 17 | Luca Porro           | S     | 9 maggio 2004     | Italia               |
| 18 | Andrea Truocchio     | C     | 10 febbraio 2000  | Italia               |
| 20 | Wataru Taniguchi     | L     | 5 novembre 1996   | Giappone             |
| 22 | Federico Crosato     | C     | 22 maggio 2000    | Italia               |
| 99 | Francesco Fusaro     | C     | 30 maggio 1999    | Italia               |

## Mercato
| Acquisti                               | Acquisti         | Acquisti           | Acquisti   |
| R.                                     | Nome             | da                 | Modalità   |
| -------------------------------------- | ---------------- | ------------------ | ---------- |
| S                                      | Julio Cárdenas   | Sir Safety Perugia | definitivo |
| P                                      | Marco Falaschi   | Prisma Taranto     | definitivo |
| C                                      | Francesco Fusaro | Powervolley Milano | definitivo |
| O                                      | Gabriel García   | Lube               | definitivo |
| C                                      | Fabian Plak      | Chaumont           | definitivo |
| S                                      | Luca Porro       | Prata              | definitivo |
| L                                      | Davide Russo     | Porto Viro         | definitivo |
| L                                      | Wataru Taniguchi | Tokyo Great Bears  | definitivo |
| C                                      | Andrea Truocchio | Lupi Santa Croce   | definitivo |
| Trasferimenti nel corso della stagione |                  |                    |            |
| S                                      | Tommaso Stefani  | -                  | definitivo |

| Cessioni                               | Cessioni          | Cessioni  | Cessioni    |
| R.                                     | Nome              | a         | Modalità    |
| -------------------------------------- | ----------------- | --------- | ----------- |
| S                                      | Asparuh Asparuhov | Kuzbass   | definitivo  |
| C                                      | Andrea Canella    | M&G       | definitivo  |
| C                                      | Riccardo Cengia   | Bari      | definitivo  |
| L                                      | Matteo Lelli      | Monselice | definitivo  |
| P                                      | Davide Saitta     | Cisterna  | definitivo  |
| S                                      | Ran Takahashi     | Milano    | definitivo  |
| C                                      | Marco Volpato     | Cuneo     | definitivo  |
| Trasferimenti nel corso della stagione |                   |           |             |
| S                                      | Julio Cárdenas    | Cizre     | definitivo  |
| L                                      | Davide Russo      | -         | rescissione |

## Risultati

### Superlega

#### Girone di andata
| 1ª giornata - 22 ottobre 2023 PalaBanca, Piacenza       | You Energy         | 3 - 0 | Padova               | 25-21, 25-19, 25-16               |
| 2ª giornata - 29 ottobre 2023 PalaSanLazzaro, Padova    | Padova             | 0 - 3 | Lube                 | 22-25, 20-25, 21-25               |
| 3ª giornata - 5 novembre 2023 PalaMazzola, Taranto      | Prisma Taranto     | 2 - 3 | Padova               | 22-25, 25-15, 25-20, 18-25, 16-18 |
| 4ª giornata - 12 novembre 2023 PalaSanLazzaro, Padova   | Padova             | 3 - 2 | Cisterna             | 25-23, 25-21, 23-25, 23-25, 15-12 |
| 5ª giornata - 15 novembre 2023 PalaPanini, Modena       | Modena             | 3 - 1 | Padova               | 23-25, 25-18, 27-25, 25-11        |
| 6ª giornata - 18 novembre 2023 PalaSanLazzaro, Padova   | Padova             | 3 - 1 | Verona               | 25-17, 13-25, 25-20, 25-23        |
| 7ª giornata - 26 novembre 2023 Palalido, Milano         | Powervolley Milano | 3 - 0 | Padova               | 25-17, 26-24, 25-19               |
| 8ª giornata - 3 dicembre 2023 PalaSanLazzaro, Padova    | Padova             | 3 - 1 | Saturnia Acicastello | 25-18, 18-25, 25-19, 25-18        |
| 9ª giornata - 22 novembre 2023 PalaEvangelisti, Perugia | Sir Safety Perugia | 3 - 0 | Padova               | 25-16, 25-22, 25-21               |
| 10ª giornata - 17 dicembre 2023 Arena di Monza, Monza   | Milano             | 3 - 0 | Padova               | 25-21, 25-21, 25-21               |
| 11ª giornata - 26 dicembre 2023 PalaSanLazzaro, Padova  | Padova             | 0 - 3 | Trentino             | 20-25, 32-34, 22-25               |

#### Girone di ritorno
| 12ª giornata - 30 dicembre 2023 PalaSanLazzaro, Padova                    | Padova               | 1 - 3 | You Energy         | 26-24, 21-25, 19-25, 18-25        |
| 13ª giornata - 6 gennaio 2024 PalaCivitanova, Civitanova Marche           | Lube                 | 3 - 0 | Padova             | 25-19, 25-17, 25-23               |
| 14ª giornata - 14 gennaio 2024 PalaSanLazzaro, Padova                     | Padova               | 2 - 3 | Prisma Taranto     | 25-23, 22-25, 20-25, 25-23, 12-15 |
| 15ª giornata - 21 gennaio 2024 Palazzetto dello Sport, Cisterna di Latina | Cisterna             | 3 - 1 | Padova             | 21-25, 25-18, 25-20, 25-14        |
| 16ª giornata - 25 gennaio 2024 PalaSanLazzaro, Padova                     | Padova               | 3 - 1 | Modena             | 25-22, 25-23, 22-25, 25-23        |
| 17ª giornata - 3 febbraio 2024 PalaOlimpia, Verona                        | Verona               | 3 - 0 | Padova             | 25-19, 25-23, 25-20               |
| 18ª giornata - 11 febbraio 2024 PalaSanLazzaro, Padova                    | Padova               | 3 - 2 | Powervolley Milano | 25-23, 22-25, 25-22, 21-25, 18-16 |
| 19ª giornata - 14 febbraio 2024 PalaCatania, Catania                      | Saturnia Acicastello | 2 - 3 | Padova             | 23-25, 25-21, 20-25, 25-19, 11-15 |
| 20ª giornata - 18 febbraio 2024 PalaSanLazzaro, Padova                    | Padova               | 0 - 3 | Sir Safety Perugia | 17-25, 21-25, 23-25               |
| 21ª giornata - 24 febbraio 2024 PalaSanLazzaro, Padova                    | Padova               | 1 - 3 | Milano             | 20-25, 18-25, 25-23, 13-25        |
| 22ª giornata - 3 marzo 2024 PalaTrento, Trento                            | Trentino             | 1 - 3 | Padova             | 23-25, 25-21, 19-25, 20-25        |

#### Play-off 5º posto
| 1ª giornata - 3 aprile 2024 PalaOlimpia, Verona                         | Verona   | 3 - 1 | Padova     | 25-18, 25-18, 22-25, 25-21 |
| 2ª giornata - 7 aprile 2024 PalaSanLazzaro, Padova                      | Padova   | 3 - 0 | Lube       | 25-18, 25-21, 25-23        |
| 3ª giornata - 10 aprile 2024 Palazzetto dello Sport, Cisterna di Latina | Cisterna | 3 - 1 | Padova     | 19-25, 25-14, 25-21, 25-19 |
| 4ª giornata - 14 aprile 2024 PalaSanLazzaro, Padova                     | Padova   | 0 - 3 | You Energy | 20-25, 21-25, 19-25        |
| 5ª giornata - 17 aprile 2024 PalaPanini, Modena                         | Modena   | 3 - 1 | Padova     | 25-18, 25-16, 23-25, 25-17 |

## Statistiche

### Statistiche di squadra
| Competizione | Punti | In casa | In casa | In casa | In trasferta | In trasferta | In trasferta | Totale | Totale | Totale |
| Competizione | Punti | G       | V       | P       | G            | V            | P            | G      | V      | P      |
| ------------ | ----- | ------- | ------- | ------- | ------------ | ------------ | ------------ | ------ | ------ | ------ |
| Superlega    | 21/3  | 13      | 6       | 7       | 14           | 3            | 11           | 27     | 9      | 18     |
| Totale       | -     | 13      | 6       | 7       | 14           | 3            | 11           | 27     | 9      | 18     |

G = partite giocate; V = partite vinte; P = partite perse

### Statistiche dei giocatori
| Giocatore     | Superlega | Superlega | Superlega | Superlega | Superlega | Totale | Totale | Totale | Totale | Totale |
| Giocatore     | P         | PT        | AV        | MV        | BV        | P      | PT     | AV     | MV     | BV     |
| ------------- | --------- | --------- | --------- | --------- | --------- | ------ | ------ | ------ | ------ | ------ |
| J. Cárdenas   | 13        | 42        | 33        | 6         | 3         | 13     | 42     | 33     | 6      | 3      |
| F. Crosato    | 26        | 143       | 112       | 24        | 7         | 26     | 143    | 112    | 24     | 7      |
| M. Desmet     | 26        | 200       | 169       | 21        | 10        | 26     | 200    | 169    | 21     | 10     |
| M. Falaschi   | 27        | 23        | 5         | 13        | 5         | 27     | 23     | 5      | 13     | 5      |
| F. Fusaro     | 7         | 4         | 2         | 2         | 0         | 7      | 4      | 2      | 2      | 0      |
| G. García     | 21        | 240       | 200       | 12        | 28        | 21     | 240    | 200    | 12     | 28     |
| D. Gardini    | 25        | 315       | 270       | 18        | 27        | 25     | 315    | 270    | 18     | 27     |
| T. Guzzo      | 17        | 54        | 44        | 5         | 5         | 17     | 54     | 44     | 5      | 5      |
| F. Plak       | 23        | 171       | 102       | 43        | 26        | 23     | 171    | 102    | 43     | 26     |
| L. Porro      | 26        | 206       | 176       | 10        | 21        | 26     | 206    | 176    | 10     | 21     |
| D. Russo      | -         | -         | -         | -         | -         | -      | -      | -      | -      | -      |
| T. Stefani    | 15        | 41        | 32        | 7         | 2         | 15     | 41     | 32     | 7      | 2      |
| W. Taniguchi  | 6         | 0         | 0         | 0         | 0         | 6      | 0      | 0      | 0      | 0      |
| A. Truocchio  | 15        | 53        | 40        | 11        | 2         | 15     | 53     | 40     | 11     | 2      |
| J. Zenger     | 27        | 0         | 0         | 0         | 0         | 27     | 0      | 0      | 0      | 0      |
| F. Zoppellari | 27        | 5         | 2         | 0         | 3         | 27     | 5      | 2      | 0      | 3      |

P = presenze; PT = punti totali; AV = attacchi vincenti; MV = muri vincenti; BV = battute vincenti